# مریلو داوز
مریلو داوز (انگلیسی: Marylou Dawes; ۱۴ ژوئن ۱۹۳۳ – ۲۲ اکتبر ۲۰۱۳) موسیقی‌دان و نوازنده پیانو اهل کانادا بود. او در کلگری و اتریش آموزش دیده و در سال ۱۹۶۳ همراه با برادرش، اندرو داوز، موفق به کسب جایگاه سوم در مسابقه بین‌المللی موسیقی ARD در مونیخ برای دوئت (دوگانه) شد. مریلو و اندرو در ژوئیه ۱۹۷۳، طی سفر سلطنتی الیزابت دوم و دوک ادینبرو به رجاینا، کنسرتی اجرا کردند. او در سراسر کانادا، اروپا، مکزیک و ایالات متحده به اجرای موسیقی پرداخته است.